# À la place du cœur
Pour plus de détails, voir Fiche technique et Distribution.
À la place du cœur est un film français réalisé par Robert Guédiguian, sorti en 1998.

## Synopsis
À Marseille, Clim, 16 ans, et Bébé, 18 ans, ont décidé de se marier. Mais ce dernier est envoyé en prison pour viol à la suite des accusations d'un policier raciste.

## Fiche technique
- Titre : À la place du cœur
- Réalisation : Robert Guédiguian
- Scénario : Jean-Louis Milesi et Robert Guédiguian d'après le roman Si Beale Street pouvait parler de James Baldwin
- Production : Gilles Sandoz
- Musique originale : Jacques Menichetti
- Musique préexistante : Léo Ferré (Avec le temps)
- Photographie : Bernard Cavalié
- Montage : Bernard Sasia
- Décors : Michel Vandestien
- Pays d'origine :  France
- Format : couleurs - Dolby Digital - 35 mm
- Genre : comédie dramatique
- Durée : 113 minutes
- Date de sortie : 
  -  France : 9 décembre 1998
  -  Belgique : 16 décembre 1998

## Distribution
- Ariane Ascaride : Marianne Patché
- Christine Brücher : Francine Lopez
- Jean-Pierre Darroussin : Joël Patché
- Gérard Meylan : Franck Lopez
- Alexandre Ogou : François 'Bebe' Lopez
- Laure Raoust : Clémentine 'Clim' Patché
- Véronique Balme : Sophie Patché
- Pierre Banderet : Monsieur d'Assas
- Patrick Bonnel : Jaime
- Djamal Bouanane : Khalil
- Jacques Boudet : Monsieur Lévy
- Guillaume Cantillon : Daniel Corti
- Jean-Jérôme Esposito : Le Gringalet
- Mariusz Grygielewicz : Piet Radic
- Aurore Mensah : Blondine
- Beata Nilska : Madame Radic
- Laetitia Pesenti : L'institutrice

## Distinctions[1]

### Récompenses
- Festival de Saint-Sébastien 1998 :
  - Coquille d'Argent : Prix spécial du jury
  - Prix du meilleur scénario
  - OCIC Award

### Nominations et sélections
- - Coquille d'or au Festival de Saint-Sébastien 1998.